# Тхабана-Нтленьяна
Тхаба́на-Нтленья́на (сесото Thabana Ntlenyana — дословно «Красивая маленькая гора») — высочайшая вершина Драконовых гор в Южной Африке. Расположена в восточной части королевства Лесото и имеет высоту 3482 метров над уровнем моря. Сложена из базальтов и окружена похожими высокими вершинами, пик выражен слабо. Тхабана-Нтленьяна является самой высокой горой в Африке к югу от вулкана Меру.